# Calcisol

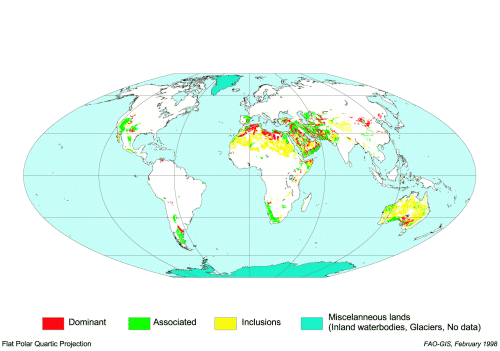
Mapa de distribución de los calcisoles.

El calcisol es un grupo de suelos de referencia (GSR), que forma parte del Conjunto 7 del sistema de clasificación de suelos World Reference Base for Soil Resources (WRB), de  “suelos minerales condicionados por un clima (semi) árido”, junto con los Solonchaks Solonetz, Gipsisoles y Durisoles.   
El término "calcisol" deriva del vocablo latino calx que significa cal (que es sustancia alcalina o básica), haciendo alusión  a que es un suelo en el cual se produce una sustancial acumulación carbonato cálcico (carbonatos secundarios). El material original lo constituyen, por ejemplo, depósitos aluviales, coluviales o eólicos de materiales ricos en bases. 

## Características
El relieve es entre llano a alomado. La vegetación natural es de matorral o arbustiva de carácter xerofítico junto a árboles y hierbas anuales.
El horizonte de diagnóstico es el horizonte cálcico (blando) o el horizonte petrocálcico (endurecido). Ambos tienen muchos carbonatos secundarios y pueden tener además carbonatos primarios. En la superficie normalmente existe un horizonte A, que es  de color pálido y pobre en humus. Entre el horizonte A y el horizonte cálcico o petrocálcio puede haber un horizonte árgico o un horizonte cámbico. El árgico está impregnado de carbonatos secundarios si se encuentra encima de un horizonte cálcico.
La sequía, la pedregosidad de algunas zonas, y la presencia de horizontes petrocálcicos someros, son las principales limitaciones a su utilización agrícola. Cuando se riegan y se fertilizan, es necesario que tengan buen drenaje para evitar la salinización, pueden tener una alta productividad para una gran diversidad de cultivos. Las zonas alomadas se usan preferentemente para pastizal con baja carga de ovejas y cabras.

## Calificadores
En la Base referencial mundial del recurso suelo (WRB) 2022, el primer nivel de clasificación comprende 32 grupos de suelos de referencia o Reference Soil Groups (RSG), entre los que se encuentra el calcisol. El segundo nivel de clasificación se expresa con calificadores principales y suplementarios. Los calificadores principales se exponen en la WRB en orden de importancia. Los calificadores secundarios comienzan con los calificadores relativos a la textura (si está presente para el respectivo GSR), seguido de todos los demás en orden alfabético. El número de calificadores disponibles oscila entre 40 (nitisoles) y 79 (gleysoles). Muchos de ellos se excluyen mutuamente.
Calificadores principales que aparecen en muchos calcisoles son:
- Petric: Tiene horizonte petrocálcico.
- Luvic: Tiene horizonte árgico con capacidad de intercambio catiónico alta y saturación en bases alta.
- Lixic: Tiene horizonte árgico con capacidad de intercambio catiónico baja y saturación en bases alta.
- Cambic: Tiene horizonte cámbico.
- Coarsic: Tiene < 20% de tierra fina.
- Skeletic: Tiene ≥ 40% de material grueso.

Si no se aplica ningún otro calificador principal, se utiliza el calificador háplico (Haplic).

## Caracterización
Los Calcisoles se caracterizan por:
- Connotación: suelos con una sustancial acumulación secundaria de cal (del L. Calcárius, calcáreo);
- Material parental: en su mayoría, depósitos eólicos aluviales y coluviales de materiales intemperizables (alterables) ricos en bases;
- Ambientes: posiciones fisiográficas bajas con arbolado de regiones áridas y semiáridas, siendo la vegetación natural dispersa y dominada por plantas xerófitas y hierbas efímeras;
- Perfil: Los Calcisoles “típicos” tienen perfiles ABC o AB (t) C con un horizonte superficial color pardo pálido sobre un horizonte subsuperficial cámbico o árgico;
- Uso: en lugares que padecen frecuentes sequías, pedregosidad y/o en presencia de un horizonte petrocálcico somero, por lo que su utilización para la agricultura resulta ser limitada, salvo que se disponga de la tecnología adecuada. Sin embargo, cuando son irrigados, drenados (para prevenir la salinización) y fertilizados, pueden ofrecer elevados rendimientos productivos y aptos para una amplia variedad de cultivos. En áreas de montañas son predominantemente utilizados como pastizales de «bajo volumen» (no muy productivos) para la alimentación de ganados vacunos, ovinos y/o caprinos.